# Team Flanders-Baloise/2025
Deze pagina geeft een overzicht van de Team Flanders-Baloise-wielerploeg in 2025.

## Algemene gegevens
Sponsors: Sport Vlaanderen, Baloise
Teammanager: Christophe Sercu
Ploegleiders:
Fietsmerk: Eddy Merckx
Kleding: Vermarc

## Renners

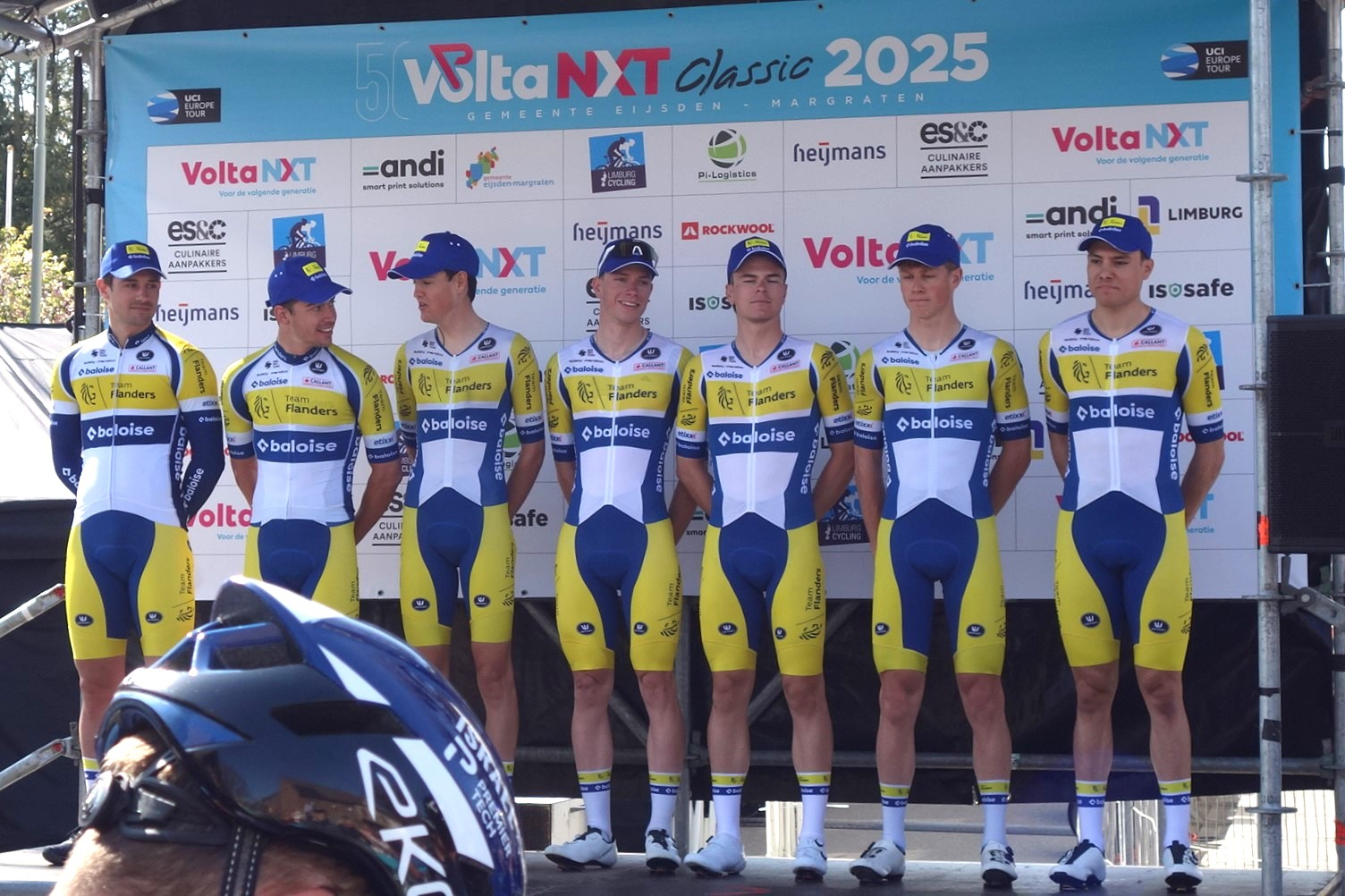
De ploeg in de Volta NXT Classic 2025.

| Naam                | Geboortedatum | Nationaliteit | Ploeg 2024                     |
| ------------------- | ------------- | ------------- | ------------------------------ |
| Toon Clynhens       | 09-02-2001    | België        |                                |
| Alex Colman         | 22-06-1998    | België        |                                |
| Tom Crabbe          | 02-06-2005    | België        | Bingoal WB Devo Team           |
| Lindsay De Vylder   | 30-05-1995    | België        |                                |
| Jasper Dejaegher    | 23-01-2001    | België        |                                |
| Brem Deman          | 16-05-2002    | België        | EFC-L&R - Van Mossel           |
| Tuur Dens           | 26-06-2000    | België        |                                |
| Siebe Deweirdt      | 08-05-2002    | België        |                                |
| Jonas Geens         | 04-01-1999    | België        | Morbihan Adris Gwendal Oliveux |
| Vince Gerits        | 26-09-1997    | België        |                                |
| Jules Hesters       | 11-11-1998    | België        |                                |
| Milan Lanhove       | 01-11-2003    | België        | Bingoal WB Devo Team           |
| Elias Maris         | 05-10-1999    | België        |                                |
| Vincent Van Hemelen | 02-11-2000    | België        |                                |
| Aaron Van Poucke    | 04-04-1998    | België        |                                |
| Noah Vandenbranden  | 29-07-2002    | België        |                                |
| Dylan Vandenstorme  | 19-04-2002    | België        |                                |
| Yentl Vandevelde    | 31-10-2000    | België        |                                |
| Ward Vanhoof        | 18-04-1999    | België        |                                |
| Victor Vercouillie  | 03-11-2002    | België        |                                |

### Vertrokken
| Naam            | Geboortedatum | Nationaliteit | Ploeg 2025        |
| --------------- | ------------- | ------------- | ----------------- |
| Kamiel Bonneu   | 01-08-1999    | België        | Intermarché-Wanty |
| Arno Claeys     | 20-04-2000    | België        | Gestopt           |
| Lars Craps      | 17-10-2001    | België        | Lotto             |
| Gilles De Wilde | 12-10-1999    | België        | ?                 |

## Overwinningen
| Ster van Bessèges Bergklassement: Victor Vercouillie Ronde van Hongarije Bergklassement: Siebe Deweirdt |

1994 · 1995 · 1996 · 1997 · 1998 · 1999 · 2000 · 2001 · 2002 · 2003 · 2004 · 2005 · 2006 · 2007 · 2008 · 2009 · 2010 · 2011 · 2012 · 2013 · 2014 · 2015 · 2016 · 2017· 2018· 2019 · 2020 · 2021 · 2022 · 2023 · 2024 · 2025
Burgos-Burpellet-BH · Caja Rural-Seguros RGA · Equipo Kern Pharma · Euskaltel-Euskadi · Israel-Premier Tech · Lotto · Q36.5 Pro Cycling Team · Team Flanders-Baloise · Team Novo Nordisk · Team Polti VisitMalta · Toscana Factory Team Vini Fantini · TotalEnergies · Tudor Pro Cycling Team · Unibet Tietema Rockets · Uno-X Mobility · VF Group-Bardiani CSF-Faizanè · Wagner Bazin WB